# 4678 Нінян
4678 Нінян (4678 Ninian) — астероїд головного поясу. Відкритий Робертом Макнотом 24 вересня 1990 року. Названий на честь Ніняна Макнота, батька відкривача.
Тіссеранів параметр щодо Юпітера — 3,584.